# Alíz
Aliz est un prénom hongrois pouvant être porté par des personnes de sexe féminin comme masculin.

## Étymologie
"Aliz" signifiant "longue lignée", en germanique et/ou "heureux" en hébraïque.

## Personnalités portant ce prénom
- Alíz Derekas, est une astronome hongroise.

"Aliz" est aussi le nom d'un hôtel à New York, le "Aliz Hôtel Times Square" ainsi que le nom d'une école d'ULM, le"Aliz'air", à Herlies.